# Manhunt international 1999
Manhunt international 1999 fut la sixième édition du concours mondial de beauté masculine Manhunt international. Le concours se déroula le 29 mai 1999 à Manille (Philippines). Parmi les 43 candidats qui se sont présentés à l’élection cette année (35 l’année précédente), ce fut Juan Ernesto Calzadilla Regalado du Venezuela qui succéda au Suédois Peter Eriksen.

## Résultats

### Classement
| Place                      | Candidat |
| -------------------------- | --- |
| Manhunt international 1999 | - Venezuela – Ernesto Calzadilla |
| 1er dauphin                | - Inde – John Abraham |
| 2e dauphin                 | - Danemark – Peter Kerby |
| 3e dauphin                 | - Jamaïque – Kirk Hedley |
| 4e dauphin                 | - Afrique du Sud – Llewellyn Cordier |

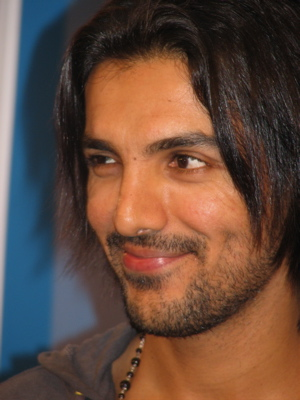
John Abraham, premier dauphin

| Demi-finalistes            | - Bulgarie – Marian Kristianov - Chine – Hu Dong - Croatie – Daniel Topic - Islande – Andres Thor Bjornsson - Mexique – José Daniel Cortés Romo |

### Récompenses spéciales
| Titre                                                                                | Candidat                                      |
| ------------------------------------------------------------------------------------ | --------------------------------------------- |
| M. Photogénique (Mr Photogenic)                                                      | Mexique – José Daniel Cortés Romo             |
| M. Physique (Mr Physique)                                                            | Singapour – Eddie Oh                          |
| M. Personnalité (Mr Personality)                                                     | Porto Rico – Candido Torres                   |
| M. Sympathie (Mr Friendship)                                                         | Nigeria – Ajiboya Delon                       |
| M. Talent (Mr Talent)                                                                | Chine – Hu Dong                               |
| Meilleur costume national (Best National Costume)                                    | Philippines – Alexander Judilla               |
| Meilleurs vêtements de mode (Best in Fashion Wear)                                   | Australie – Mark Slater                       |
| Meilleur maillot de bain (Best in Swimwear)                                          | Macédoine – Murut Temal                       |
| MM. Popularité d’Internet (ex æquo)(Mr Internet Popularity, élu par les internautes) | Curaçao – Freddy Konings Singapour – Eddie Oh |

## Participants
- Afrique du Sud – Llewellyn Cordier
- Allemagne – Patrick Urban
- Australie – Mark Slater
- Autriche – William Summer
- Belgique – Alexander Vanwallen
- Bolivie – Mario Chávez Suárez
- Bulgarie – Marian Kristianov
- Chine – Hu Dong
- Chypre – Andreas Falas
- Colombie – Fredy Almanza
- Croatie – Daniel Topic
- Curaçao – Freddy Konings
- Danemark – Peter Kerby
- Équateur – Libardo Correa
- Espagne – Enzo Di Piazza
- États-Unis – Arnold Vasquez
- Gibraltar – Michael Bossino
- Grèce – John Yannis Katsakos
- Hong Kong – Kenneth Wathall
- Inde – John Abraham
- Islande – Andres Thor Bjornsson
- Italie – Guglielmo Sembenini
- Jamaïque – Kirk Hedley
- Kazakhstan – Michael Velikodnyi
- Lettonie – Janis Eihmanis
- Luxembourg – Hasan Dogan
- Macédoine – Murut Temal
- Malaisie – Bernard Anthony
- Mexique – José Daniel Cortés Romo
- Nouvelle-Zélande – Ben Mitchell
- Nigeria – Ajiboya Delon
- Papouasie-Nouvelle-Guinée – Darren Kaputin
- Philippines – Alexander Judilla
- Portugal – Mario Teles
- Porto Rico – Candido Torres
- République tchèque – Ondřej Klement
- Roumanie – Alexandru Hanc
- Singapour – Eddie Oh
- Slovaquie – Roman Valenta
- Suède – Christian Borgvall
- Suisse – Martin Wehrli
- Venezuela – Ernesto Calzadilla